# أرما (شعب)
الأرما أو الرماة هم مجموعة عرقية في غرب أفريقيا تنحدر من المستوطنين المغاربة الذين قدموا لأول مرة خلال القرن 16 وأسسوا مستعمرة في تمبكتو. يعيشون حاليا في منتصف وادي نهر النيجر.
يرجع أصل تسميتهم بهذا الاسم إلى كلمة الرماة.

## الحملة علي سونغاي وما أعقبها
في عام 1590 تم إرسال حملة من أربعة ألاف رجل للاستيلاء علي طرق التجارة في إمبراطورية سونغاي من طرف سلالة السعديين في المغرب تتكون من المغاربة واللاجئين المورسكيون وبعض المرتدين الأوروبيين مسلحين بالقربينة. بعد تدمير إمبرطورية سونغاي في عام 1591، استقر المغاربة في جني وجاو وتمبكتو والمدن الكبرى في أنحاء نهر النيجر. ولكنهم لم يكونوا قادرين على بسط سيطرتها خارج تحصيناتهم الضخمة، تم التخلي عن قادة الحملة من طرف المغرب كما حدث في تمبكتو، تزوج الرجال المشاركون في حملة عام 1591 من السونغيين، تمتع حكام المدن بحكم مستقل علي نطاق صغير. بحلول القرن السابع عشر سيطر البامبارايون والطوارق وشعب الفولاني و قوى أخرى على المدن الكبرى في المنطقة.

## في الوقت الحاضر
في عام 1986 قدرت أعداد الأرما (الرماة) ب20000 في مالي، يعيشون حول تمبكتو وفي أنحاء وسط النيجر ودلتا النيجر الداخلية.
الأرما هم عرق يختلف عن الزرميون الذين يتواجدون في غرب النيجر وتقدر أعدادهم ب 20 مليون شخص ويتحدثون اللغة الزرمة.